# Dolina Błotna

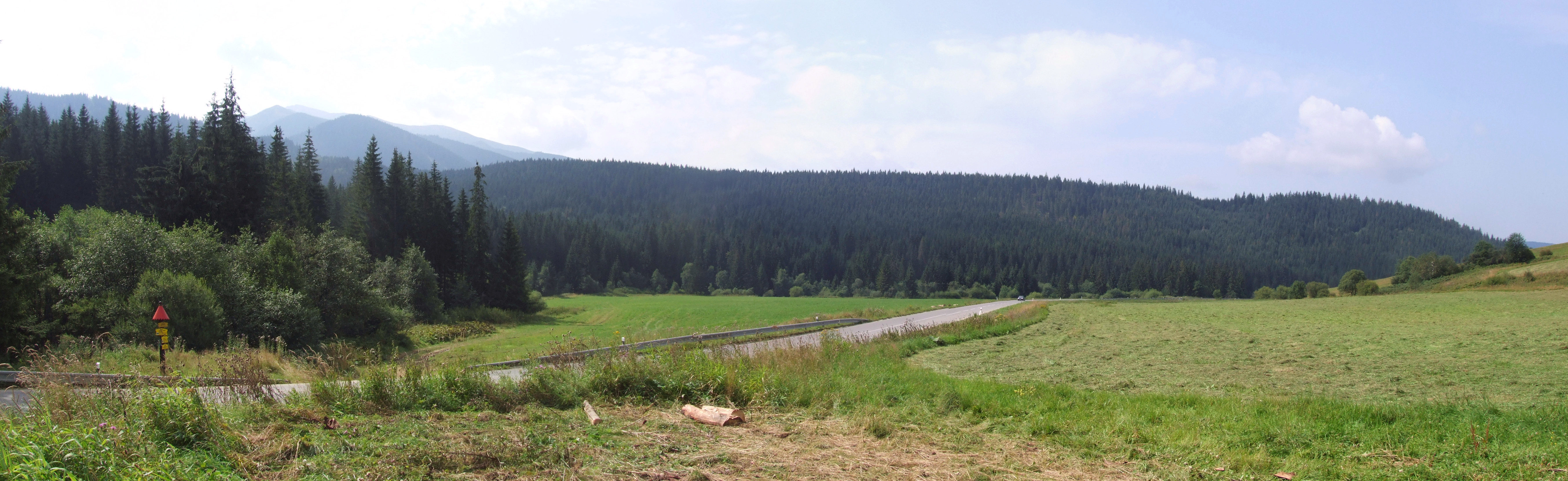
Dolina Błotna przy wylocie Doliny Zimnej (początek zielonego szlaku)

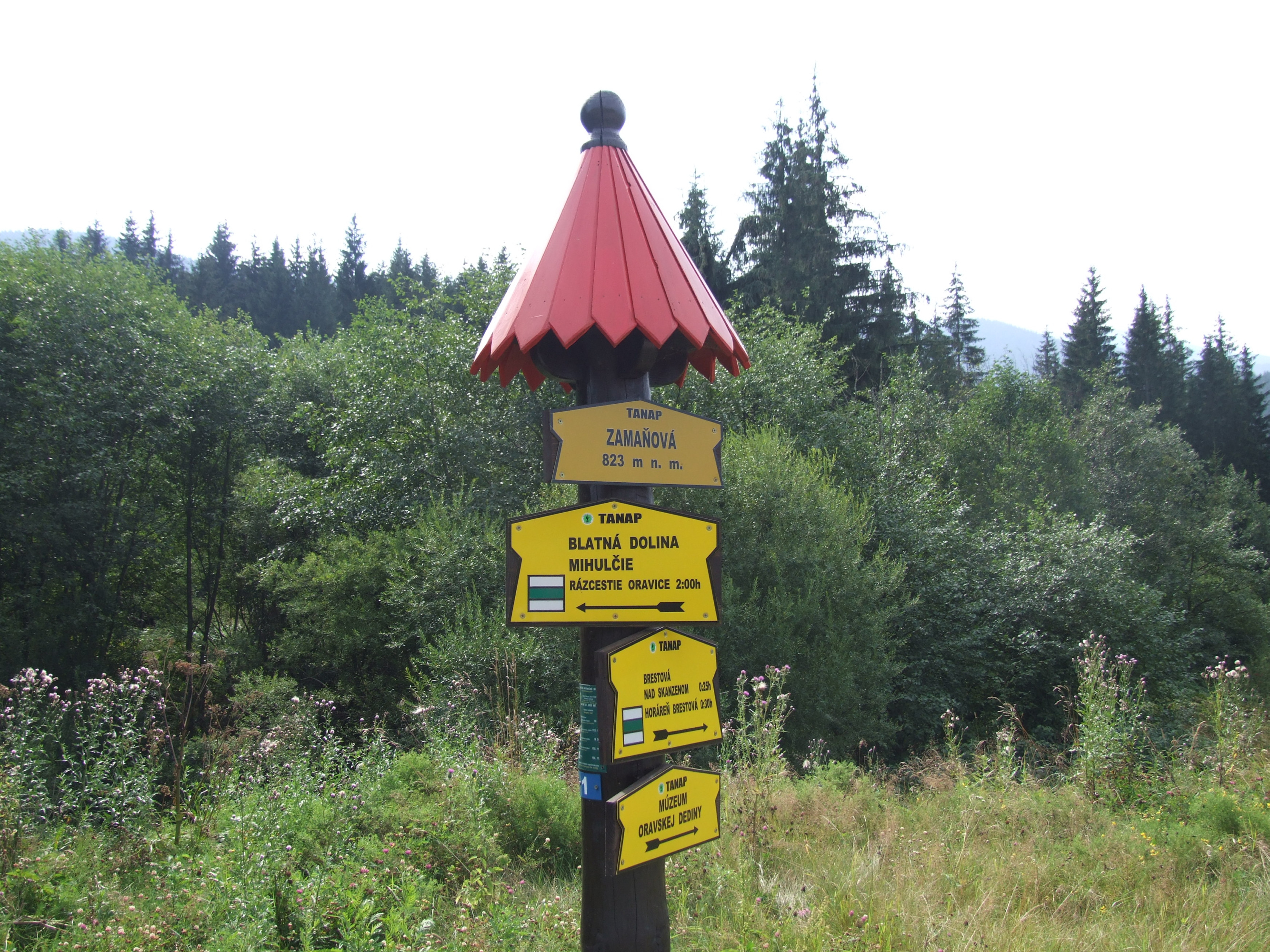
Rozdroże Zamaňová w Dolinie Błotnej

Dolina Błotna (słow. Blatná dolina) – część Rowu Podtatrzańskiego, dolina oddzielająca północno-zachodni kraniec Tatr od Skoruszyńskich Wierchów. Dnem tej doliny prowadzi droga z Witanowej przez Orawice do Podbiela.
Dolina Błotna zaczyna się pod zalesioną przełęczą Borek (940 m). Spod tej przełęczy dolina opada początkowo w południowo-zachodnim, później zachodnim kierunku do Kotliny Zuberskiej. W dolnym odcinku lewe zbocza doliny tworzy niski wał Między Bory, należący już do Kotliny Zuberskiej. Dnem doliny spływa Błotny Potok.
Dolina Błotna ma długość ok. 7 km i deniwelację ok. 240 m. Górna część doliny jest zalesiona i wąska, jednak w środkowej części dolina rozszerza się. Zbocza tatrzańskie są zalesione, natomiast zbocza Wierchów Skoruszyńskich (z wyjątkiem górnej części doliny) – bezleśne, pokryte wielkimi łąkami. W dolnej części dolina znów zwęża się, a jej końcową część zajmują zabudowania Habówki.
Dolina Błotna ma kilka bocznych odgałęzień. Wszystkie znajdują się w jej tatrzańskiej części i są to wąskie i zalesione dolinki na północno-zachodnich stokach Osobitej. W kolejności od zachodu na wschód są to: Dolina Zimna, Dolina Przednia Krzemienna i Dolina Pośrednia Krzemienna. Z Wierchów Skoruszyńskich spływa do niej wiele niewielkich potoków, nie tworzących głębszych dolin.

## Szlaki turystyczne
zielony: Orawice – Dolina Mihulcza – przełęcz Borek – Dolina Błotna (rozdroże Zamaňová) – Maniowa Przehyba – Polana Brestowa
- odcinek Orawice – Zamaňová. 2:20 h, ↓ 2 h
- odcinek Zamaňová – Polana Brestowa. 45 min, ↓ 30 min.

  żółty: Habówka – Dolina Błotna (rozdroże Pod lazmi) – Między Bory – Polana Brestowa. Czas przejścia: 2 h, ↓ 1:55 h